# Мартин из Вроцимовиц
Марцин из Вроцимовиц (? — 1442) — рыцарь герба Пулкозиц и великий коронный хорунжий короля Владислава II Ягайло, староста Ловицкий (город в Польше, входит в Лодзинское воеводство, Ловицкий уезд), хорунжий Краковский.
По происхождению — немец из Малой Польши. Несмотря на то, что в 1399 году он потерял свою вотчину во Вроцимовицах (Малопольское воеводство), он не перестал подписываться этой фамилией. С 1430 года он стал обладателем Дебовиц (Подкарпатское воеводство). Имел сына, также Марцина, который подписывался уже как Марцин из Дебовиц (но иногда также и как Марцин из Вроцимовиц). С 1413 года был участником Городельской унии.
Как хорунжий Краковский он принял участие в Грюнвальдской битве в 1410 году, во время которой нёс во главе польских войск главную хоругвь с белым орлом, которую уронил под натиском крестоносцев в пылу битвы. Это случилось тогда, когда литовская армия обратилась в бегство и развернулась жестокая битва между польскими и прусскими войсками. В то время как крестоносцы стали прилагать все силы к победе, большое знамя польского короля Владислава с белым орлом, которое нёс Марцин из Вроцимовиц, под вражеским натиском едва не упало на землю, однако было быстро поднято соседними польскими рыцарями, в итоге одержавшими в этом сражении победу.

## В культуре
Упоминается у Яна Длугоша (История Польши: Год Господень 1410), у Генрика Сенкевича (роман «Крестоносцы»), а также изображён на картине Яна Матейко «Грюнвальдская битва». 